# Bula (geomorfologia)
Bula – forma ukształtowania terenu. Jest to kopulaste lub okrągławe wzniesienie na grzbiecie górskim, na stoku lub w dolinie. Przypomina kopę, jest jednak od niej mniej wybitne. Bule mogą być trawiaste, piarżyste, ale także porośnięte kosodrzewiną lub drzewami. Przykładem buli w polskich Tatrach jest Bula pod Rysami.